# Say Say Say
Say Say Say is een nummer, voortgekomen uit de samenwerking van Paul McCartney en Michael Jackson. Say Say Say is afkomstig van McCartneys album Pipes of Peace uit 1983. Op 3 oktober dat jaar werd het nummer wereldwijd op single uitgebracht.

## Inhoud
Het nummer was het tweede succesvolle product van de samenwerking van Jackson en McCartney; een jaar daarvoor maakten ze samen het nummer The Girl Is Mine dat te vinden is op Michael Jacksons succesvolste album Thriller. Paul McCartney neemt in het nummer voornamelijk de coupletten waar. Michael Jackson zingt het refrein.
In de videoclip was Paul McCartneys vrouw Linda McCartney te zien, evenals Michael Jacksons zus La Toya. De videoclip werd opgenomen in het "Union Hotel and Mansion" te Los Alamos, Californië. In Nederland werd de videoclip destijds op televisie uitgezonden door de popprogramma's AVRO's Toppop, Countdown van Veronica en Popformule van de TROS.

## Hitnoteringen
De plaat werd een wereldwijde hit en stootte in de VS op 10 december 1983 Lionel Richies All Night Long (All Night) van de eerste plaats in de Billboard Hot 100. Op 14 januari 1984 werd die eerste plaats weer afgestaan aan Yes' Owner of a Lonely Heart. Ook in Canada, Finland, Noorwegen, Zweden, Italië en Spanje werd de nummer 1-positie behaald. In Australië werd de 4e positie behaald, Nieuw-Zeeland de 10e, Zuid-Afrika de 3e, Duitsland de 12e, Ierland de 3e en in het Verenigd Koninkrijk de 2e positie in de    UK Singles Chart.
In Nederland was de plaat op vrijdag 7 oktober 1983 Veronica Alarmschijf op Hilversum 3 en werd mede hierdoor een hit in de destijds drie landelijke hitlijsten op de nationale publieke popzender. De plaat bereikte de 4e positie in zowel de Nederlandse Top 40 als de TROS Top 50 en de 8e positie in de Nationale Hitparade. In de Europese hitlijst op Hilversum 3, de TROS Europarade, werd de nummer 1-positie behaald.
In België bereikte de plaat de 2e positie in zowel de voorloper van de Vlaamse Ultratop 50 als de Vlaamse Radio 2 Top 30. In Wallonië werd géén notering behaald.   

### Nederlandse Top 40
Veronica Alarmschijf 07-10-1983 Hilversum 3.
| Positie: | 19 | 7 | 4 | 4 | 9 | 15 | 23 | 38 | uit |

### Nationale Hitparade
| Positie: | 8 | 8 | 8 | 12 | 11 | 18 | 32 | 32 | 48 | uit |

### TROS Top 50
Hitnotering: 13-10-1983 t/m 08-12-1983. Hoogste notering: #4 (2 weken).

### TROS Europarade
Hitnotering: 06-11-1983 t/m 18-03-1984. Hoogste notering: #1 (totaal 3 weken).

### Vlaamse Radio 2 Top 30
Culture Club met Karma Chameleon hield het van de eerste plaats af.
| Positie: | 15 | 5 | 3 | 2 | 2 | 2 | 2 | 4 | 5 | 23 | uit |

### Vlaamse Ultratop 50
All Night Long (All Night) van Lionel Richie hield het hier van de eerste plaats.
| Positie: | 14 | 5 | 3 | 3 | 3 | 2 | 4 | 8 | 12 | 19 | 31 | uit |

### NPO Radio 2 Top 2000
Say Say Say stond alleen in 2009 in de NPO Radio 2 Top 2000, op plek 1769.

## Cover
Op 31 december 2005 bracht de act Hi_Tack een remixversie uit onder de titel Say Say Say (Waiting 4 U) wat een redelijke Top 40-hit werd.